# Hongdo
Hongdo (en coreano: 홍도) es una isla situada en el mar Amarillo, a unos 115 km de la costa suroeste del puerto de Mokpo, en el condado de Sinan (provincia de Jeolla del Sur (전라남도), Corea del Sur). Cubre una superficie de 6,47 km² y está formada por escarpadas montañas, entre las que sobresalen los picos de Gitdaebong (깃대봉), a 378 m, y Yangsanbong (양산봉), a 231m. Tiene una población de 710 personas.
Hongdo significa "Isla Roja" y el nombre se debe al color rojo que se encuentra en muchos de sus afloramientos rocosos. En la isla hay alrededor de 270 variedades de árboles de hoja perenne y 170 especies de animales. El gobierno deseaba preservar el estado natural de la isla, por lo que Hongdo fue clasificada como Área de Reserva Natural en 1965 y pasó a formar parte del Parque Nacional Marino Dadohae en 1981. Debido a que toda la isla está declarada Monumento Natural, nadie puede acceder a ella, salvo que se quede en los pueblos habitados y en las áreas asignadas a los turistas.